# 蓬塔尔-杜阿拉瓜亚
蓬塔尔-杜阿拉瓜亚是巴西马托格罗索州的一个市镇。总面积2755.095平方公里，总人口4966人，人口密度1.8人/平方公里。